# Glen Cove
Glen Cove és una ciutat del Comtat de Nassau (Nova York) als Estats Units d'Amèrica. Segons el cens dels Estats Units del 2000 tenia 26.622 habitants.

## Personatges il·lustres
- Augusta Read Thomas (1964), compositora i pedagoga musical.

## Demografia
Segons el cens del 2000, Glen Cove tenia 26.622 habitants, 9.461 habitatges, i 6.651 famílies. La densitat de població era de 1.545,7 habitants/km².
Dels 9.461 habitatges en un 29,9% hi vivien nens de menys de 18 anys, en un 53,5% hi vivien parelles casades, en un 12,7% dones solteres, i en un 29,7% no eren unitats familiars. En el 24,1% dels habitatges hi vivien persones soles l'11,3% de les quals corresponia a persones de 65 anys o més que vivien soles. El nombre mitjà de persones vivint en cada habitatge era de 2,72 i el nombre mitjà de persones que vivien en cada família era de 3,22.
Per edats la població es repartia de la següent manera: un 21,2% tenia menys de 18 anys, un 8,1% entre 18 i 24, un 30,6% entre 25 i 44, un 22,6% de 45 a 60 i un 17,5% 65 anys o més.
L'edat mediana era de 39 anys. Per cada 100 dones de 18 o més anys hi havia 89,4 homes.
La renda mediana per habitatge era de 55.503 $ i la renda mediana per família de 63.021 $. Els homes tenien una renda mediana de 41.900 $ mentre que les dones 30.581 $. La renda per capita de la població era de 26.627 $. Entorn del 6,2% de les famílies i el 9,1% de la població estaven per davall del llindar de pobresa.

## Poblacions properes
El següent diagrama mostra les poblacions més properes.